# Coccinella (messagerie instantanée)
Pour l’article homonyme, voir Coccinella.
Coccinella est un logiciel libre client de messagerie instantanée pour le réseau standard ouvert Jabber/XMPP.
Coccinella est développé sous licence libre GNU GPL et est disponible sur les systèmes d'exploitation Windows, macOS et GNU/Linux. La bibliothèque graphique libre Tcl/Tk est employée pour une compatibilité multiplateforme.
Par défaut, contient un tableau blanc (whiteboard) vectoriel et la possibilité de streamer des flux (audio/video).
Des clipboards de jeux (échecs, dames chinoises, etc.) sont prédéfinis, afin de servir de plateau de jeu, les mouvements des pièces sont transmis vectoriellement, mais aucun moteur de jeu n'est inclus.
Possibilité de lui ajouter des extensions comme les conversations audio.
Supporte les passerelles.